# Centruroides hentzi
Centruroides hentzi  (лат.) — вид скорпионов из рода Centruroides. Данный вид проживает в южных штатах США. Является самым маленьким среди 3 видов скорпионов, живущих во Флориде. Для человека яд не смертелен.

## Ареал
Флорида (кроме Флорида-Кис), южная Джорджия, включая прибрежные острова, юго-восточная Алабама. Живут в тёмных расщелинах под корой, камнями и мусором на земле, также на сухих грунтовых дорогах. Является равнинным видом, поэтому также встречается и в песчаных субстратах

## Описание
Средний размер достигает 5-7,6 см. Тело тёмно-коричневого цвета, с зеленоватыми полосками вдоль линии сверху. По бокам головогруди находятся зелёновато-жёлтые параллельные полосы. Имеют тонкое брюшко, которое может или бледным, или тёмным. Живёт 3-8 лет. Самцы имеют более стройное телосложение. Ноги коричнево-мраморные.